# Gaspare Di Maio
Gaspare Di Maio (Napoli, 14 marzo 1872 – Trento, 9 dicembre 1930) è stato un commediografo italiano.

## Biografia
Primogenito di Crescenzo, fu anch'egli autore teatrale e poeta, a differenza del padre non fu mai attore. Tra i precursori della sceneggiata napoletana, molti suoi lavori furono messi in scena dalla compagnia "Cafiero-Fumo".
Socialista convinto, scriverà i drammi Oro, testo in italiano, e  'E corne d'oro, in napoletano, che gli costeranno la censura da parte del fascismo ed il confino a Trento, dove morì in esilio nel 1930.
Le sue opere daranno il soggetto ai film Catene e Tormento, interpretati da Amedeo Nazzari e Yvonne Sanson.

## Opere teatrali
- 'A figlia da madonna
- Nun è Carmela mia
- Sciantosa
- Te lasso
- 'O Rre
- 'A zingara
- S'song 'o pate
- 'O meglio amico
- Lacreme napulitane
- Torna al paesello
- Core nuosto
- 'E ppentite
- Era de'maggio
- Don Peppe 'gatta
- Oro
- Notte napulitane
- 'O viento
- E 'o sole
- Scunciglio
- Buscie
- Rossa malupina
- I Figli di nessuno
- Tomient (Catene)